# Kotchounovo
Kotchounovo (Кочуново) est un village de Russie dans le raïon de Boutourlino de l'oblast de Nijni Novgorod, siège administratif du conseil rural de Kotchounovo qui comprend cinq autres villages. 

## Géographie
Le village se trouve au sud de la partie centrale de l'oblast de Nijni Novgorod dans une zone de conifères et de feuillus, sur l'autoroute 22K-0056.
Climat
Le climat est caractérisé comme continental tempéré, avec des étés relativement chauds et des hivers froids, longs et peu enneigés. La température annuelle moyenne est de 3,2 °C. La température moyenne de l'air du mois le plus chaud (juillet) est de 18,8 °C (le maximum absolu est de 36 °C) ; le plus froid (janvier) -12,4°C (minimum absolu -44°C). Les précipitations annuelles moyennes sont de 500 à 550 mm. Une couverture de neige stable s'établit, en règle générale, dans la troisième décade de novembre et dure en moyenne 154 jours,.
Fuseau horaire
Le village est à l'heure de Moscou, comme tout l'oblast de Nijni Novgorod.

## Тoponyme
Son nom proviendrait du finno-ougrien Kotcheï/Kotchoun/Ketchyn dont la racine ketche signifie « soleil ». Le village a été fondé en 1640 dans un ancien territoire mordve. 

## Population
- 1999 : 925 habitants
- 2002 : 803 habitants
- 2010 : 665 habitants

## Infrastructures
L'on trouve au village le siège du conseil rural et l'église de l'Intercession.

## Transport
Le village est relié aux villages des environs par une ligne d'autocars à l'arrêt Inkinskaïa.